# UC 1 (U-Boot, 1929)
U C1 war ein ehemaliges norwegisches Küsten-U-Boot der Holland-Klasse, welches nach der Operation Weserübung im April 1940 der deutschen Kriegsmarine in die Hände fiel.

## Das Boot
U C1 war ursprünglich das norwegische Küsten-U-Boot B 5 vom Typ Holland, einer Klasse von U-Booten, welche jeweils drei Jahre zur Fertigstellung brauchten. Diese Boote erreichten 15 Knoten über und 8,9 Knoten unter Wasser und führten als Bewaffnung ein 8,8 cm Deckgeschütz und vier Torpedos. Die Besatzung bestand aus 23 Mann.

## Übernahme und Verlust
Nach dem Überfall der Wehrmacht auf Dänemark und Norwegen gerieten die meisten nicht zuvor versenkten norwegischen Kriegsschiffe, darunter auch B 5 und B 6, in den Besitz der Kriegsmarine. B 5 und B 6 wurden nach ihrer Überführung nach Kiel als U C1 und U C2 zu Schulzwecken in Dienst gestellt und dienten über zwei Jahre als deutsche U-Boote. Das Kommando von U C1 übernahm der damals bereits 62 Jahre alte Wilhelm Kiesewetter, der im Ersten Weltkrieg das Typ UC II Boot UC 56 kommandiert hatte. Doch am 4. Januar 1942 ereignete sich ein Feuer bei den Deutschen Werken und U C1 wurde schwer beschädigt. Daraufhin wurde das Boot außer Dienst gestellt und abgewrackt. Zwei Jahre später, im Oktober 1944, sank das Schwesterboot bei der U-Boot-Abwehr-Schule (UAS) dienende U C2 durch Sabotage in Hatvik bei Bergen. U C2 wurde 1945 gehoben und verschrottet.